# Ernest Duchesne
Ernest Duchesne (30. května 1874, Paříž — 12. dubna 1912, Amélie-les-Bains-Palalda) byl francouzský lékař, průkopník výzkumu antibiotik.
Absolvoval školu pro vojenské lékaře v lyonské čtvrti Bron. Během služby v Alžírsku si povšiml, že domorodci léčí drobná poranění koní tím, že do rány vtírají plíseň setřenou ze zapařených sedel. Provedl řadu pokusů na morčatech a zjistil, že tato plíseň z rodu štětičkovec dokáže účinně likvidovat bakterii Escherichia coli. V roce 1897 uvedl výsledky výzkumu ve své disertační práci, avšak Pasteurův ústav se objevem neznámého mladého vojenského felčara odmítl zabývat. Časově náročná služba u armády zabránila Duchesnemu ve výzkumu pokračovat. Roku 1907 onemocněl tuberkulózou a zemřel ve věku 37 let v sanatoriu v Amélie-les-Bains. Penicilin tak oficiálně objevil až roku 1929 Alexander Fleming. Teprve po uvedení tohoto léku do lékařské praxe udělila Académie nationale de médecine roku 1949 Duchesnemu posmrtně čestné uznání a roku 1983 obdržel čestný doktorát. V Marseille je po něm pojmenována Rue Ernest Duchesne.